# Екатерина Бобчева
Екатерина Иванова Бобчева е българска общественичка.

## Биография
Родена е през 1863 г. в Елена. Сестра е на политика Теодор Теодоров и е съпруга на юриста и политик Стефан Бобчев. В изпълнение на желанието на съпруга си, тя дарява средства на гимназиите в Пловдив и София, както и за училищното настоятелство в Елена и за Софийския университет. През 1941 г. учредява фонд при Българска академия на науките със сумата от 50 000 лева. Те са предназначени за награда на трудове по историко-правни и обичайноправни въпроси. Фондът е оставен да се капитализира, докато достигне годишна лихва от 5000 лева. През 1951 г. капиталът в размер 69 879 лева се влива във фонд „Академия“ и награди не са давани.
Умира през 1948 г. в София.